# Gemeinden auf den Philippinen
Eine Gemeinde (englisch municipality; Filipino bayan, manchmal munisipyo) ist eine lokale Gebietseinheit auf den Philippinen. Provinzen in den Philippinen bestehen aus Städten und Gemeinden. Städte und Gemeinden wiederum bestehen aus Baranggays oder Barrios. Am 31. März 2021 gab es 1.488 Gemeinden.
Lokale Verwaltungseinheiten wie Gemeinden sind weitgehend autonom von der zentralen Regierung der Republik der Philippinen. Sie haben durch das 1991 verabschiedete Gesetz Local Government Code of 1991 die Möglichkeit, ihre eigene wirtschaftliche, industrielle und politische Entwicklung festzulegen. In diesem Gesetz wird den Gemeinden körperschaftlicher Charakter gewährt, was ihnen ermöglicht, innerhalb ihres Zuständigkeitsgebietes Regierungsfunktionen wahrzunehmen, ihre eigene Politik zu beschließen, Kommunalgesetze zu verabschieden und sie in Kraft zu setzen. Sie können über ihre gewählten und angestellten Amtspersonen in Rechtsgeschäfte mit dem privaten Sektor eintreten. Sie sind damit beauftragt, nationales und kommunales Gesetz in Kraft zu setzen. Die nationale Regierung unterstützt und überwacht die Gemeinderegierungen dabei und sichert ab, dass diese nationales Recht nicht verletzen. Kommunalregierungen haben ihre eigenen Zweige der Legislative und Exekutive und die gegenseitige Kontrolle dieser wichtigen Zweige der Staatsgewalt. Die Judikative ist jedoch vollständig auf nationaler Ebene angesiedelt.
Eine Gemeinde wird vom Bürgermeister (mayor) geführt. Die Legislative setzt sich zusammen aus dem Vizebürgermeister (vice-mayor, Filipino bise-mayor) und acht Beigeordneten (councillors, Filipino kagawad oder kosehal). Die acht Beigeordneten und der Präsident des Sangguniang Kabataan (SK; Jugendrat) sowie der Präsident der Liga ng mga Barangay bilden den Sangguniang Bayan (Gemeinderat). Alle Mitglieder sind gewählte Beamte, deren Amtszeit drei Jahre dauert und die maximal dreimal aufeinanderfolgend wiedergewählt werden dürfen.
Der Vizebürgermeister ist der Vorsitzende der Legislative, darf aber außer bei Stimmengleichheit nicht an Abstimmungen teilnehmen. Gesetze und Verordnungen werden vom Bürgermeister bestätigt oder per Veto abgelehnt.
Eine Gemeinde, die eine gewisse Größe überschreitet, hat die Möglichkeit, eine Stadt zu werden.
Dazu ist zuerst ein Gesetzesentwurf vom Kongress zu verabschieden, der durch Unterschrift des Präsidenten Gesetz wird. Dieses wird zur Volksabstimmung vorgelegt, bei der die Bevölkerung einer Gemeinde das Gesetz annehmen oder ablehnen kann. Ein Vorteil des Stadtrechts ist, dass Stadtregierungen ein höheres Budget zur Verfügung haben, sie haben jedoch höhere Steuern zu entrichten als Gemeinden.

## Klassifizierung nach öffentlichen Einnahmen
Gemeinden sind nach Klassen entsprechend ihren öffentlichen Einnahmen unterteilt. Hierbei gilt entsprechend den durchschnittlichen Jahreseinnahmen der letzten drei Kalenderjahre:
| Einkommensklasse    | Einkommen in Pesos |
| ------------------- | ------------------ |
| 1. Einkommensklasse | > 55.000.000 PHP   |
| 2. Einkommensklasse | > 45.000.000 PHP   |
| 3. Einkommensklasse | > 35.000.000 PHP   |
| 4. Einkommensklasse | > 25.000.000 PHP   |
| 5. Einkommensklasse | > 15.000.000 PHP   |
| 6. Einkommensklasse | < 15.000.000 PHP   |